# James Franco
James Edward Franco (Palo Alto, California, 19 de abril de 1978) es un actor y director de cine estadounidense.
Inició su trabajo interpretativa a finales de la década de 1990, con apariciones en series televisivas como Freaks and Geeks y en películas de adolescentes. En 2001 interpretó el papel de James Dean en la película homónima, actuación que fue premiada con un Globo de Oro al mejor actor de miniserie o telefilme.
Alcanzó la fama internacional por su papel de Harry Osborn en la primera trilogía de Spider-Man. A partir de entonces, sus participaciones en películas han sido muy variadas, incluyendo la película de guerra The Great Raid (2005), el drama romántico Tristán e Isolda, y la película dramática Annapolis (2006), dirigida por Justin Lin, entre otras. 
En 2008 interpretó a Saul Silver en la comedia Pineapple Express, película que le mereció una nominación a los Premios Globo de Oro en la categoría al mejor actor de comedia o musical. Ese mismo año tuvo un papel importante en la película biográfica Milk, donde interpretó a la pareja del político y activista gay Harvey Milk. 
En 2011 fue nominado a los Premios Óscar por su papel de actor principal en la película 127 horas. En 2017, la película The Disaster Artist, producida, dirigida y protagonizada por Franco, fue galardonada con la Concha de Oro del Festival Internacional de Cine de San Sebastián. También ganó el Globo de Oro al mejor actor Comedia o musical y estuvo nominada al Oscar al mejor guion adaptado

## Biografía

### Primeros años
Franco nació el 19 de abril de 1978 en Palo Alto, California. Su madre Betsy Verne, es una escritora y editora, y su padre Douglas Eugene Franco (1948-2011), un empresario que manejaba una agencia sin fines de lucro y una compañía de transporte y envíos. La pareja se conoció cuando asistía a la Universidad Stanford. Su abuela materna, Mitzi Levine Verne, administra la Verne Art Gallery, una importante galería de arte en Cleveland. Su padre tiene ascendencia portuguesa y sueca, y su madre es judía, descendiente de inmigrantes rusos. Franco pasó su niñez en California, junto a sus dos hermanos, Tom y Dave Franco, también actor. Debido a su talento en las matemáticas, realizó prácticas laborales en Lockheed Martin. En 1996 se graduó en la secundaria Palo Alto High School, donde actuó en numerosas obras teatrales y fue escogido por sus compañeros de promoción como la persona con la «mejor sonrisa». Ingresó a la Universidad de California en Los Ángeles (UCLA) en la carrera de filología inglesa, pero después del primer año de estudios abandonó la universidad para estudiar teatro, a pesar de la negativa de sus padres, y se inscribió a clases de actuación con Robert Carnegie en Playhouse West.

## Carrera

### Inicios en la actuación
Después de quince meses de entrenamiento como actor empezó a realizar audiciones en Los Ángeles, California. Obtuvo su primer papel cinematográfico en 1999, cuando fue seleccionado para protagonizar el papel de Daniel Desario en la serie televisiva Freaks and Geeks, la cual recibió críticas positivas pero tuvo una corta duración. Sobre su participación en la serie comentó que fue una de las experiencias de trabajo «más divertidas» que ha tenido. En otra entrevista declaró: «Cuando estábamos haciendo Freaks and Geeks, no entendía realmente cómo funcionaban las películas y la televisión, e incluso improvisaba a pesar de que la cámara no me estaba grabando… improvisaba un poco en aquella época, pero no de forma productiva».
Su primera participación en un proyecto cinematográfico de mayor importancia fue en la comedia romántica Whatever It Takes (2000), película que coprotagonizó con su novia de entonces, la actriz Marla Sokoloff. En el año 2001 fue seleccionado para representar a James Dean en la película homónima, producida para la televisión y dirigida por Mark Rydell. El crítico Ken Tucker de la revista Entertainment Weekly escribió: «James pudo haber esquivado el papel y hacer un Dean aceptable, pero por el contrario encarna a este joven inseguro y desarraigado». Recibió un Globo de Oro por su actuación, también nominaciones a los Premios Emmy y a los Premios del Sindicato de Actores.
Tras intervenir en varios títulos cinematográficos destinados a consumo adolescente, como su debut en Never Been Kissed (1999) de Raja Gosnell, Franco consiguió la popularidad al actuar junto a Tobey Maguire y Kirsten Dunst en la adaptación cinematográfica que filmó Sam Raimi sobre el cómic de Spider-Man (2002). Es el actor que le da vida a Harry Osborn en la saga completa de Spider-Man.

### 2002

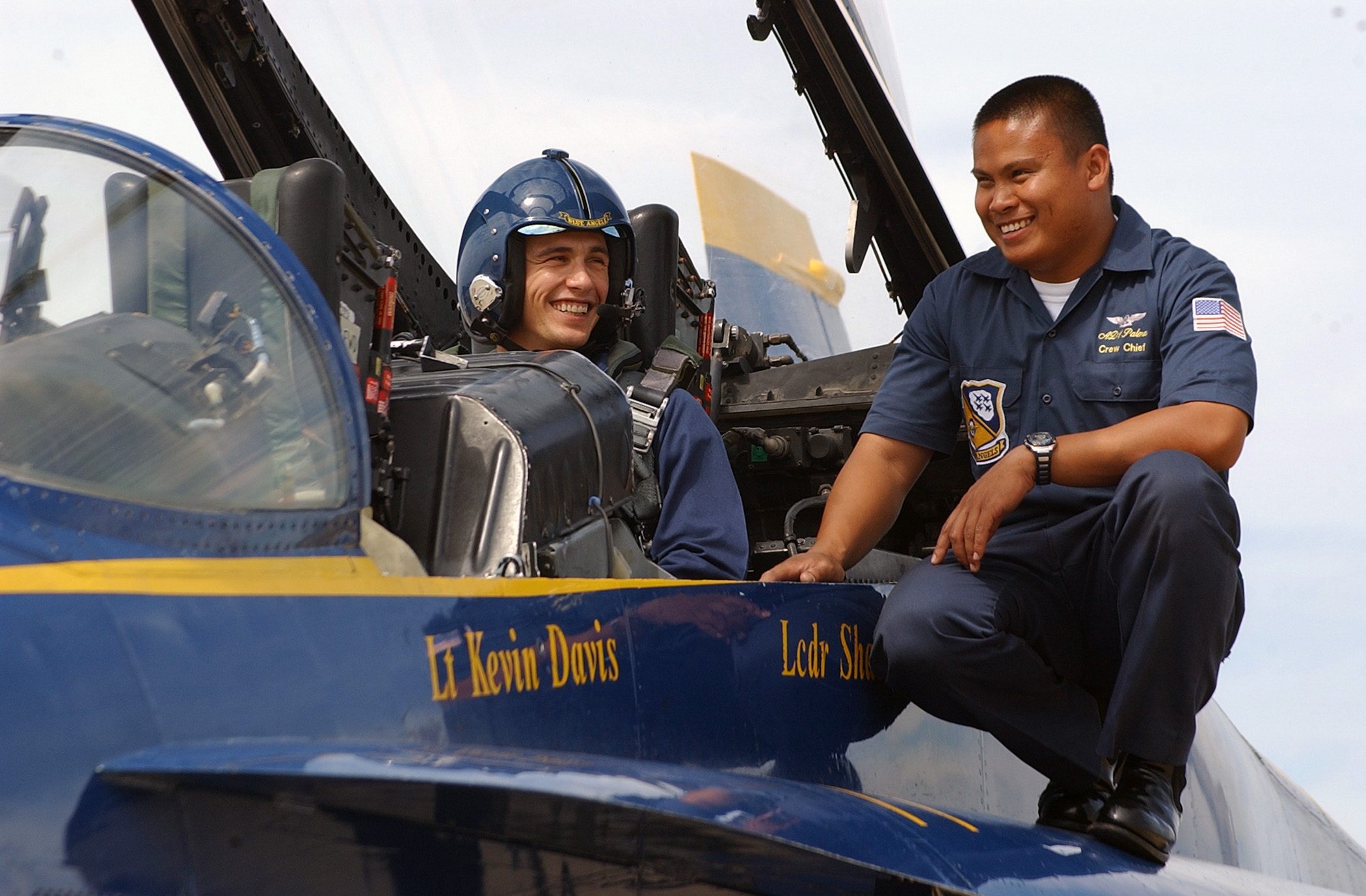
Franco durante su entrenamiento con el escuadrón de la Armada de los Estados Unidos, conocido popularmente como Blue Angels, para la película Flyboys.

La película más exitosa de su carrera hasta el momento es Spider-Man (2002), donde interpreta a Harry Osborn, el hijo del villano Duende Verde (Willem Dafoe) y mejor amigo del protagonista Peter Parker o Spider-Man (Tobey Maguire). Inicialmente fue considerado para ejecutar el papel de Spider-Man en la película; sin embargo, el papel fue otorgado a Tobey Maguire. Todd McCarthy de la revista Variety escribió que existen «buenos momentos» entre Maguire y Franco en la película. Spider-Man fue un éxito comercial y también aclamado por la crítica; de hecho, recaudó 114 millones de dólares en la primera semana de estreno en Norteamérica y obtuvo ganancias de $822 millones alrededor del mundo. Ese año, Franco fue seleccionado para interpretar un papel en el drama City by the Sea. En el 2003 participó junto a Neve Campbell en The Company, película dirigida por Robert Altman.
El éxito alcanzado por la primera película de Spider-Man permitió que repitiera nuevamente su papel en la secuela de 2004, Spider-Man 2. La película recibió comentarios positivos por parte de los críticos y probó ser un éxito de taquilla, además de que estableció un nuevo récord de ventas en la primera semana de estreno en Norteamérica. Con ingresos de $783 millones alrededor del mundo, se convirtió en la segunda película con mayor recaudación en taquilla en 2004. Al año siguiente actuó en la película de guerra The Great Raid, en la que interpretó a Robert Prince, un capitán del 6º Batallón Ranger de Estados Unidos.
En 2006 participó junto a Tyrese Gibson en la película Annapolis, posteriormente interpretó al legendario héroe Tristán en la película dramática Tristán e Isolda, coprotagonizado por Sophia Myles. Ese mismo año entrenó con el escuadrón de vuelo acrobático de la Armada de Estados Unidos conocido popularmente como Blue Angels, donde obtuvo la licencia de piloto privado, en preparación para su papel en la película Flyboys, la cual fue estrenada en septiembre. También en ese mes realizó una breve aparición en la película de terror The Wicker Man, la cual estuvo protagonizada por Nicolas Cage, y después de unos meses realizó un cameo en la comedia romántica The Holiday.
En 2007 volvió a interpretar a Harry Osborn en Spider-Man 3. A diferencia de las reseñas positivas que recibieron las dos primeras películas de la saga, la tercera tuvo una acogida variada por parte de los críticos. No obstante, la película recaudó 891 millones de dólares y fue la más exitosa en ventas de toda la saga, además fue el filme más taquillero de Franco en 2008. Ese mismo año el actor hizo un cameo en la comedia Knocked Up, dirigida por Apatow y protagonizada por los antiguos protagonistas de la serie Freaks and Geeks, Seth Rogen, Jason Segel y Martin Starr.
Entre 2007 y 2011 Franco intervino en varias películas de éxito, como In the Valley of Elah, Milk (por la que Sean Penn ganó un Óscar) y Eat Pray Love (con Julia Roberts y Javier Bardem). En 2011 protagonizó el drama 127 horas, que narraba una historia real: la hazaña del escalador Aron Ralston, quien quedó atrapado por una roca en un paraje aislado y se amputó un brazo para salvar la vida.
El 27 de febrero de 2011 fue maestro de ceremonias de la 83.ª entrega de los premios Óscar junto con la actriz Anne Hathaway.
En 2012 se supo que protagonizaría un remake de Cruising (A la caza), el muy polémico thriller de ambiente homosexual que protagonizó en 1980 Al Pacino.
En 2014 también protagonizó The Interview, que tuvo un gran éxito comercial.

### Escritura
En el año 2010 Franco publicó una colección de cuentos cortos titulados Palo Alto. El libro lleva el nombre de la ciudad californiana en la que nació y está dedicado a muchos de los escritores con los que trabajó en Brooklyn College. Su trabajo recibió críticas variadas; el periódico Los Angeles Times lo calificó como «una obra de un joven ambicioso que claramente ama la lectura, que es muy meticuloso con los detalles, pero que se ha enfocado mucho en el estilo y virtualmente ha dejado de lado el significado». El rotativo inglés The Guardian publicó: «la incursión de la estrella de Hollywood al mundo literario tal vez sea percibida con cinismo en algunos ámbitos, pero es un principio prometedor de una fuente insólita».

## Vida personal

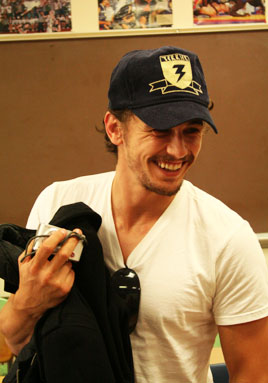
James Franco en 2007.

En el invierno de 2006, insatisfecho con la dirección que tomaba su carrera profesional, decidió enrolarse en la Universidad UCLA en la asignatura de filología inglesa y con una especialización en escritura creativa. Se le otorgó permiso para tomar alrededor de 62 créditos universitarios por cada trimestre, un número muy superior al límite habitual de 19 créditos. Durante su etapa de estudios continuó desempeñándose como actor y en junio de 2008 finalmente se graduó en su licenciatura con un promedio de aproximadamente 3.5. Para obtener su título escribió una novela bajo la supervisión de la escritora y novelista Mona Simpson. Se trasladó a Nueva York donde realizó simultáneamente un posgrado de literatura en la Universidad de Columbia y una carrera de producción audiovisual en la Universidad de Nueva York. También ingresó a un taller de literatura de ficción en el Brooklyn College y viajó por temporadas a Carolina del Norte para estudiar poesía en el Warren Wilson College. Franco tiene un doctorado en filología inglesa en la Universidad Yale.
Durante sus años de preparatoria desarrolló un talento especial para el arte —específicamente la pintura— y asistió durante algunos veranos a la escuela de arte California State Summer School for the Arts. En una entrevista declaró que la pintura fue el «escape» que necesitó durante sus años de secundaria y que de hecho «lleva pintando más tiempo que actuando». Del 7 de enero al 11 de febrero de 2006 realizó la primera exhibición pública de sus pinturas en la Glü Gallery de Los Ángeles, California. En una escena de Spider-Man 3 se puede ver a Franco pintando un cuadro. Su pasión por el arte, concretamente la poesía, culminó con su participación en la película Howl donde interpretó al controvertido poeta estadounidense del movimiento beat, Allen Ginsberg.
A Franco le gusta mucho leer libros durante el rodaje de las películas en las que participa. De hecho Judd Apatow, productor de Pineapple Express, lo calificó de la siguiente manera: «Es una persona orientada hacia la educación. Solíamos reírnos porque entre tomas estaba leyendo en el plató la Ilíada. Nosotros aún no hemos leído la Ilíada. Era un libro complejo. Con él en cambio siempre era James Joyce o algo». En 2008 fue elegido como nuevo rostro de la línea de fragancias Gucci para hombre.
Es considerado un símbolo sexual y en 2009 fue nombrado el hombre más sexy por la revista en línea Salon.
En respuesta a preguntas relacionadas con su sexualidad, en vista de que ha interpretado tres personajes homosexuales durante su carrera actoral, mantiene una ambigüedad sobre su sexualidad y en una entrevista dijo: «¿O, sabes qué?», declaró, «tal vez soy gay».
Fue seleccionado como orador de la ceremonia de graduación en su antigua universidad UCLA, y estaba previsto que diera su discurso el 12 de junio de 2009. Sin embargo el 3 de junio de 2009 se anunció en un comunicado de prensa la cancelación de Franco como orador de la ceremonia de graduación debido a un conflicto de horario y lo convirtió en la segunda persona después de Bill Clinton en cancelar su discurso.
En la publicación de la revista Time del 27 de diciembre de 2010 Franco fue nombrado por Joel Stein como «la persona más increíble del año».
En 2012 apareció en Spring Breakers, película dirigida por Harmony Korine, junto a Selena Gomez, Ashley Benson y Vanessa Hudgens.
Aparece en la serie dramática creada por David Simon para HBO, The Deuce.
En 2017 estrenó The Disaster Artist, película en la que interpreta a Tommy Wiseau, acompañado por su hermano Dave Franco y su amigo Seth Rogen, la cual también dirige y por la que ha ganado el premio a Mejor Actor en los Globos de Oro.

### Acusaciones sobre acoso sexual
El 7 de enero de 2018, tras ganar el Globo de Oro por su interpretación en The Disaster Artist, la actriz Violet Paley denunció vía Twitter a James Franco por un supuesto acoso sexual y comportamiento sexual inapropiado; además se le acusó de hipócrita por ir vestido de negro en protesta por los escándalos de acoso sexual en Hollywood.
El 11 de enero de ese mismo año, cinco mujeres en total habían denunciado formalmente a Franco ante Los Angeles Times. Algunas de las acusaciones hablan de que Franco insinuaba que habría papeles en películas para quienes cedieran a sus propuestas sexuales.

Franco se defendió diciendo que las acusaciones no eran precisas.
El 3 de octubre de 2019, dos exalumnas de la ahora cerrada escuela de cine y actuación de Franco, Studio 4, presentaron una demanda contra él y sus socios. Según The New York Times, la denuncia alegaba que el programa "era poco más que un plan para proporcionarle a él ya sus colaboradores masculinos un grupo de jóvenes intérpretes de las que se pudieran aprovechar". El caso afirmaba que las alumnas fueron sometidas a "audiciones y filmaciones de explotación sexual" y tuvieron que ceder sus derechos sobre las grabaciones.Las litigantes buscaron daños monetarios no especificados, así como la devolución o destrucción de cualquier material cuestionable. Franco ha negado las afirmaciones de las demandantes a través de su abogado.
El 21 de febrero de 2021 se informó que se resolvió la demanda y que, según documentos presentados el 11 de febrero, ambas estudiantes habían acordado retirar sus reclamos individuales.En junio de 2021, se revelaron los términos del acuerdo y se reveló que Franco, pendiente de la aprobación de un juez, pagaría más de $ 2.2 millones para resolver dos disputas legales diferentes: una de las dos mujeres que citaron explotación sexual (recibirán $ 894,000), y otra demanda colectiva de aproximadamente 1,500 estudiantes de Studio 4 que sostienen que fueron defraudados. Una declaración conjunta de los demandantes y los acusados dice en parte: "Si bien los demandados continúan negando las acusaciones en la demanda, reconocen que los demandantes han planteado cuestiones importantes; y todas las partes creen firmemente que ahora es un momento crítico para centrarse en abordar el maltrato de las mujeres en Hollywood".
En abril de 2021, la actriz Charlyne Yi, que trabajó con Franco en "The Disaster Artist" en 2017, afirmó que intentaron abandonar la película debido a las acusaciones. Dijeron que los realizadores les ofrecieron un papel más importante cuando intentaron dejar la película, y Yi vio esta tentación como un intento de soborno. Yi también acusó a Seth Rogen, uno de los coprotagonistas de Franco durante mucho tiempo, de ser un "facilitador" de Franco. Un mes después, Rogen comentó las acusaciones contra Franco, expresando dudas de que alguna vez volviera a trabajar con él.

## Filmografía
| Año  | Título                                  | Personaje             | Notas                              |
| ---- | --------------------------------------- | --------------------- | ---------------------------------- |
| 1998 | 1973                                    | Greg                  | Película de televisión             |
| 1999 | Nunca me han besado                     | Jason Way             |                                    |
| 2000 | La chica de mis sueños                  | Chris Campbell        |                                    |
| 2000 | If Tomorrow Comes                       | Devin                 |                                    |
| 2000 | At Any Cost                             | Mike                  | Película de televisión             |
| 2001 | James Dean                              | James Dean            | Película de televisión             |
| 2002 | Spider-Man                              | Harry Osborn          |                                    |
| 2002 | Sonny                                   | Sonny Phillips        | Lanzamiento limitado               |
| 2002 | City by the Sea                         | Joey LaMarca          |                                    |
| 2002 | Mother Ghost                            | Skater                |                                    |
| 2003 | The Company                             | Josh                  |                                    |
| 2004 | Spider-Man 2                            | Harry Osborn          |                                    |
| 2005 | The Ape                                 | Harry Walker          | Película para DVD                  |
| 2005 | Fool's Gold                             | Brent                 | Guionista y director               |
| 2006 | Tristán e Isolda                        | Tristán               |                                    |
| 2006 | Annapolis                               | Jake Huard            |                                    |
| 2006 | Caballeros del aire                     | Blaine Rawlings       |                                    |
| 2007 | Interview                               | Silas Parker (Voz)    |                                    |
| 2007 | En el valle de Elah                     | Sargento Dan Carnelli |                                    |
| 2007 | An American Crime                       | Andy                  |                                    |
| 2007 | Spider-Man 3                            | Harry Osborn          |                                    |
| 2008 | Pineapple Express                       | Saul Silver           |                                    |
| 2008 | Milk                                    | Scott Smith           |                                    |
| 2010 | Date Night                              | Thomas Felton         |                                    |
| 2010 | Come reza ama                           | David Piccolo         |                                    |
| 2010 | Howl                                    | Allen Ginsberg        |                                    |
| 2010 | 127 Horas                               | Aron Ralston          |                                    |
| 2011 | Your Highness                           | Fabious               |                                    |
| 2011 | El Avispón Verde                        | Cameo sin acreditar   |                                    |
| 2011 | The Broken Tower                        | Hart Crane            |                                    |
| 2011 | El Planeta de los Simios: (R)Evolución  | Will Rodman           |                                    |
| 2012 | About Cherry                            | Francis               |                                    |
| 2012 | The Letter                              | Tyrone                |                                    |
| 2013 | Lovelace: Garganta profunda             | Hugh Hefner           |                                    |
| 2013 | Oz: El Poderoso                         | Oz                    |                                    |
| 2013 | As I Lay Dying                          | Darl Bundren          | James Franco                       |
| 2013 | Spring Breakers                         | Alien                 |                                    |
| 2013 | This Is the End                         | Él mismo              |                                    |
| 2013 | The Real World: This Is the End Edition | Él mismo              | Cortometraje                       |
| 2013 | Homefront                               | Morgan "Gator" Bodine |                                    |
| 2013 | Child of God                            | Jerry                 |                                    |
| 2014 | Gente de bien                           | Tom Reed              |                                    |
| 2014 | El sonido y la furia                    | Benji Compson         | Director y actor                   |
| 2014 | Una loca entrevista                     | David Skylark         |                                    |
| 2015 | Una historia real                       | Christian Longo       |                                    |
| 2015 | Yosemite                                | Phil                  |                                    |
| 2015 | Black Dog, Red Dog                      | Leo                   |                                    |
| 2015 | Queen of the Desert                     | Henry Cadogan         |                                    |
| 2015 | The Night Before                        | Como él mismo         |                                    |
| 2016 | In Dubious Battle                       | Mac McLeod            | Director, productor y protagonista |
| 2016 | ¿Por qué él?                            | Laird                 |                                    |
| 2016 | King Cobra                              | Joe Kerekes           |                                    |
| 2017 | Alien: Covenant                         | Jacob Branson         |                                    |
| 2017 | The Disaster Artist                     | Tommy Wiseau          |                                    |
| 2017 | La Bóveda                               | Ed Maas               |                                    |
| 2017 | The Labyrinth                           | Narrador              | Productor ejecutivo                |
| 2017 | Actors Anonymous                        | Jake Lamont           | Productor ejecutivo                |
| 2018 | Future World                            | The Warlord           | También director.                  |
| 2019 | Zeroville                               | Ike Jerome            | Actor y director.                  |
| 2019 | Arctic Dogs                             | Lemmy                 |                                    |

| Año       | Título               | Papel               | Notas                                                                                         |
| --------- | -------------------- | ------------------- | --------------------------------------------------------------------------------------------- |
| 1997      | Pacific Blue         | Brian               |                                                                                               |
| 1999      | Profiler             | Stevie              |                                                                                               |
| 1999–2000 | Freaks and Geeks     | Daniel Desario      |                                                                                               |
| 2001      | The X-Files          | Oficial #2          |                                                                                               |
| 2009–2012 | General Hospital     | Franco              | Franco fue programado en más de diez episodios: 19 de noviembre de 2009 - 30 de junio de 2011 |
| 2010      | 30 Rock              | Él mismo            | Episodio: "Klaus and Greta"                                                                   |
| 2013      | Comedy Central Roast | Él mismo, rostizado | Episodio: "Roast of James Franco"                                                             |
| 2013      | The Mindy Project    | Dr. Paul Leotard    | Temporada 2                                                                                   |
| 2016      | 11.22.63             | Jake Epping         |                                                                                               |
| 2017      | The Deuce            | Frankie Martino     |                                                                                               |

## Premios y nominaciones
Premios Óscar
| Año  | Categoría   | Película  | Resultado |
| ---- | ----------- | --------- | --------- |
| 2011 | Mejor actor | 127 horas | Nominado  |

Premios Globo de Oro
| Año  | Categoría                            | Película            | Resultado |
| ---- | ------------------------------------ | ------------------- | --------- |
| 2002 | Mejor actor de miniserie o telefilme | James Dean          | Ganador   |
| 2009 | Mejor actor - Comedia o musical      | Pineapple Express   | Nominado  |
| 2011 | Mejor actor - Drama                  | 127 horas           | Nominado  |
| 2018 | Mejor actor - Comedia o musical      | The Disaster Artist | Ganador   |

Premios BAFTA
| Año  | Categoría   | Película  | Resultado |
| ---- | ----------- | --------- | --------- |
| 2011 | Mejor actor | 127 horas | Nominado  |

Festival Internacional de Cine de San Sebastián
| Año  | Categoría               | Película            | Resultado |
| ---- | ----------------------- | ------------------- | --------- |
| 2017 | Concha de Oro           | The Disaster Artist | Ganador   |
| 2017 | Premio FEROZ Zinemaldia | The Disaster Artist | Ganador   |

Premios Independent Spirit
| Año  | Categoría              | Película            | Resultado |
| ---- | ---------------------- | ------------------- | --------- |
| 2009 | Mejor actor de reparto | Milk                | Ganador   |
| 2011 | Mejor actor            | 127 horas           | Ganador   |
| 2018 | Mejor actor            | The Disaster Artist | Nominado  |

Premios de la Crítica Cinematográfica
| Año  | Categoría              | Película            | Resultado |
| ---- | ---------------------- | ------------------- | --------- |
| 2018 | Mejor actor            | The Disaster Artist | Nominado  |
| 2018 | Mejor actor de comedia | The Disaster Artist | Ganador   |

Premios del Sindicato de Actores
| Año  | Categoría                                         | Película            | Resultado |
| ---- | ------------------------------------------------- | ------------------- | --------- |
| 2018 | Mejor actor                                       | The Disaster Artist | Nominado  |
| 2011 | Mejor actor                                       | 127 horas           | Nominado  |
| 2009 | Mejor reparto                                     | Milk                | Nominado  |
| 2002 | Mejor actor de television - Miniserie o telefilme | James Dean          | Nominado  |

Premios Sant Jordi de Cinematografía
| Año  | Categoría                          | Película            | Resultado |
| ---- | ---------------------------------- | ------------------- | --------- |
| 2017 | Mejor actor en película extranjera | The Disaster Artist | Ganador   |